# Sint-Gerebernuskerk

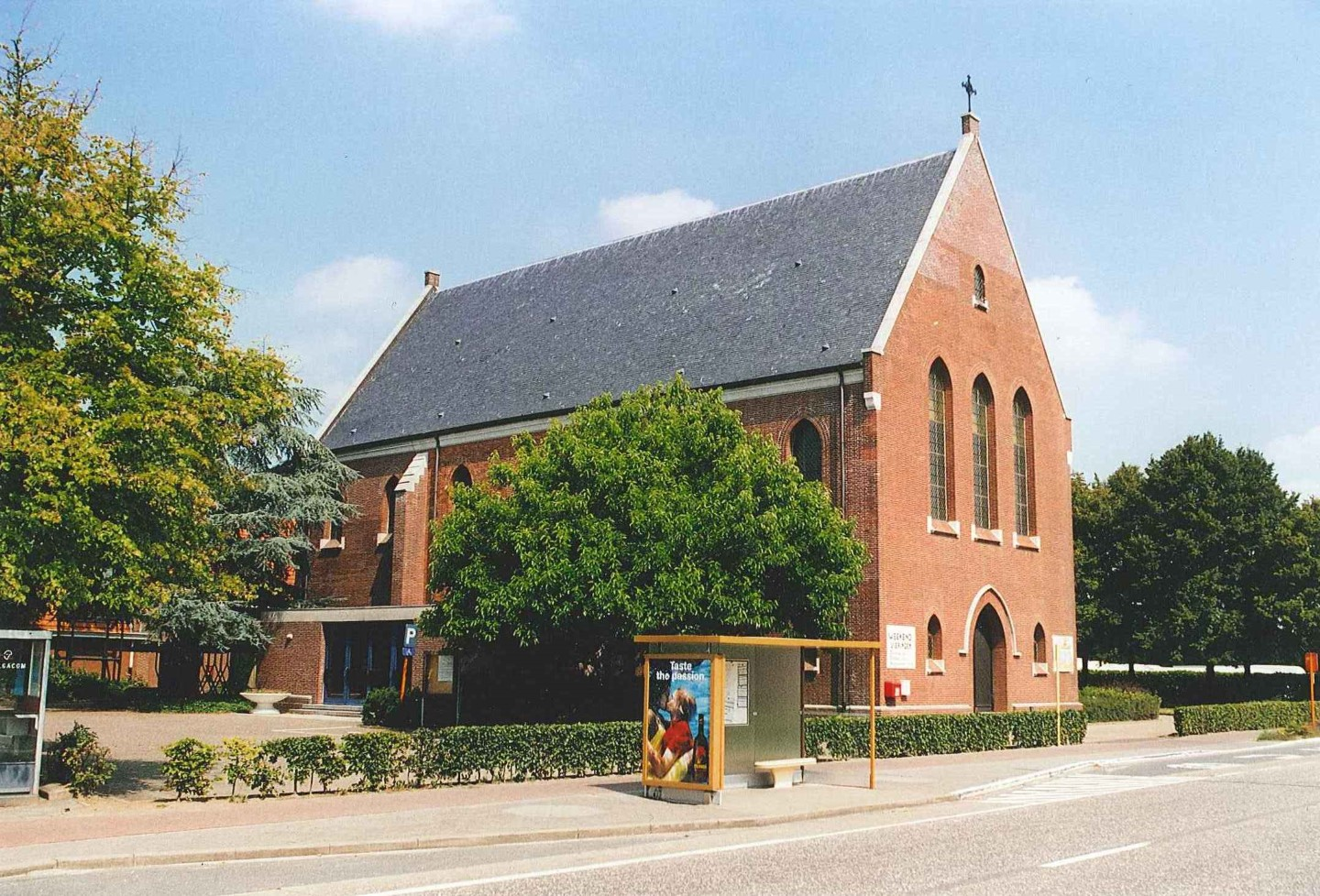
Sint-Gerebernuskerk

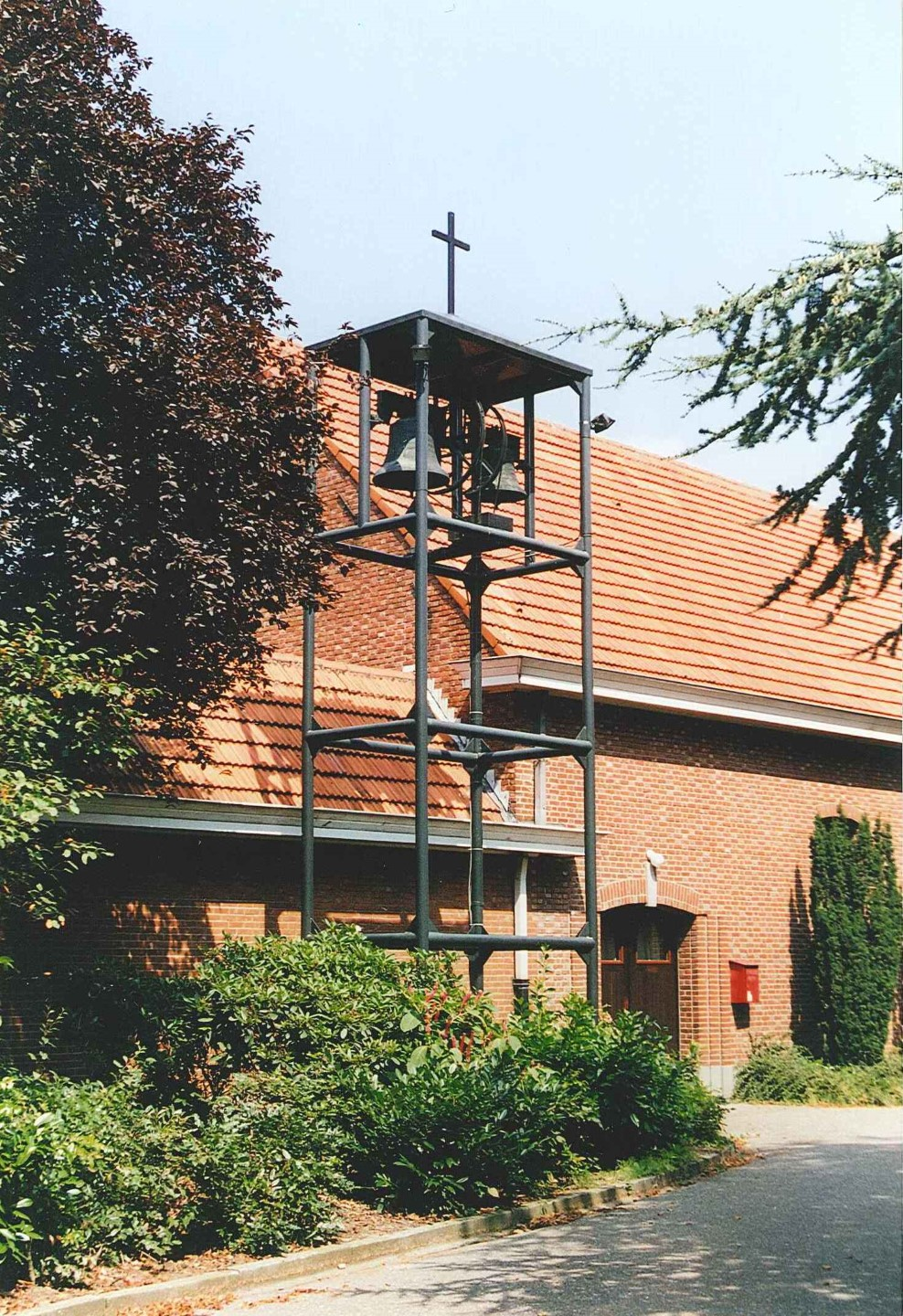
Klokkentoren

De Sint-Gerebernuskerk is een voormalige parochiekerk van de tot de Antwerpse gemeente Geel behorende plaats Punt, gelegen aan de Antwerpseweg 137.
In 1942 werd Punt een zelfstandige parochie. De kerk werd gebouwd in 1949 naar ontwerp van René Joseph Van Steenbergen sr. De kerk is gewijd aan Sint-Gerebernus, de biechtvader van Sint-Dimpna en samen met haar onthoofd. Het was de enige kerk die aan deze heilige is gewijd.
Het betreft een bakstenen zaalkerk in sobere historiserende stijl. Achter het koor bevindt zich een open klokkentoren, vervaardigd van staalprofiel.
Op 19 september 2021 werd de laatste kerkdienst in de Sint-Gerebernuskerk gehouden, alvorens deze werd onttrokken aan de eredienst.